# 第七大道科技
第七大道科技有限公司（簡稱：第七大道）是一家於2008年1月成立的深圳網頁遊戲開發公司，於開曼群島註冊，香港上市（0797.HK），目前为一家新加坡公司控股。

## 公司沿革
- 2008年1月，第七大道科技有限公司成立。
- 2008年12月，首款网页游戏作品《弹弹堂》上市。
- 2011年4月，北京畅游时代数码技术有限公司收购第七大道科技有限公司股份，成为其大股东。
- 2011年12月，《神曲》上市。
- 2013年5月1日，北京畅游时代数码技术有限公司收购第七大道科技有限公司余下股份，第七大道科技有限公司成为其旗下全资子公司。
- 2015年8月，原COO孟書奇（改名前孟治昀）成立上海永翀投資中心收購第七大道科技公司。

## 公司產品
- 弹弹堂
- 疯狂弹弹堂
- 神曲
- 精灵猎手
- 捕鱼日志
- YY大话骰
- 女仆联盟

## 外部連結
- 第七大道科技有限公司官方网站 （页面存档备份，存于）（简体中文）